# Райнальди, Карло
Карло Райна́льди (итал. Carlo Rainaldi; 4 мая 1611, Рим — 8 февраля 1691, Рим) — выдающийся архитектор итальянского барокко, внёсший значительный вклад в формирование облика Рима XVII столетия. Менее известен как композитор.

## Семья Райнальди
Родоначальником большой семьи римских рисовальщиков, живописцев и архитекторов был Адриано Райнальди (?—1597), его сын — архитектор Джироламо Райнальди (1570—1655), сын которого Карло также стал архитектором. Живописцем, рисовальщиком и архитектором был и брат последнего — Доменико Райнальди (1619—1698).

## Биография Карло Райнальди
Карло Райнальди родился в Риме 4 мая 1611 года в семье Джироламо Райнальди, папского архитектора, и Джироламы Веровио. Учился рисованию и черчению у отца, затем прошёл обучение в Collegio Romano и в Университете Сапиенца, рано проявив свой талант в рисунках «для садов, фонтанов и фейерверков». От матери он перенял и развил «заметный музыкальный талант, который проник в первую очередь в архитектуру».
В 1628 году, ещё будучи подростком, он разработал сценографию первого спектакля театра Фарнезе в Парме по случаю герцогской свадьбы между Одоардо Фарнезе и Маргаритой Медичи. В 1644 году с проектом триумфальных арок для «владения» папы Иннокентия X, он сменил своего отца как известного специалиста по «эфемерной архитектуре». «Архитектор римского народа» с 1651 года, он заботился об общественных сооружениях при каждом новом понтификате.
До смерти в 1655 году отца, Джироламо Райнальди, Карло работал под его началом в традиции североитальянского маньеризма, в частности, над фасадом церкви Сант-Аньезе-ин-Агоне. В 1660 году Карло Райнальди отправил рисунки французскому королю Людовику XIV на конкурс по оформлению апартаментов дворца в Лувре, в котором также участвовали Луи Лево, Шарль Лебрен, Дж. Л. Бернини и Пьетро да Кортона.
Все эти работы сделали Карло Райнальди одной из ключевых фигур римской архитектуры XVII века, о чём свидетельствует его назначение в 1673 году принцем (председателем) Академии Святого Луки.
Одним из учеников Райнальди в Риме был Себастьяно Чиприани.

## Архитектурное творчество и индивидуальный стиль
Собственная манера младшего Райнальди, сложившаяся в 1660-е годы, отмечена стремлением к простой и выразительной монументальности, не лишённой экспрессии и динамики. По определению Жермена Базена благодаря усилиям Пьетро да Кортона, Карло Фонтаны и Карло Райнальди «Рим педантично следует традициям Бернини» не только в XVII, но и в XVIII столетии.
Из произведений Райнальди в его зрелой манере наиболее показательна церковь Санта-Мария-ин-Кампителли (1659—1667), фасад которой оформлен двухъярусной колоннадой с ракреповками антаблемента, необычной расстановкой колонн и «игрой» треугольных и лучковых фронтонов.
Более традиционно, по классической «римской схеме» создан фасад церкви ордена театинцев Сант-Андреа-делла-Валле (1661—1667). Одновременно архитектор проектировал парные церкви на Пьяцца-дель-Пополо (1662—1679).
В конце жизни Райнальди построил северо-западный фасад базилики Санта-Мария-Маджоре (1673—1680), призванный органично объединить древнюю апсидную часть (базилика ориентирована по раннехристианской традиции, с алтарём обращённым на запад) с ренессансными капеллами, пристроенными Сикстом V и Павлом V. Фасад с полукружием апсиды и двумя куполами капелл представляет собой характерную для Рима архитектуру «классицизирующего барокко».

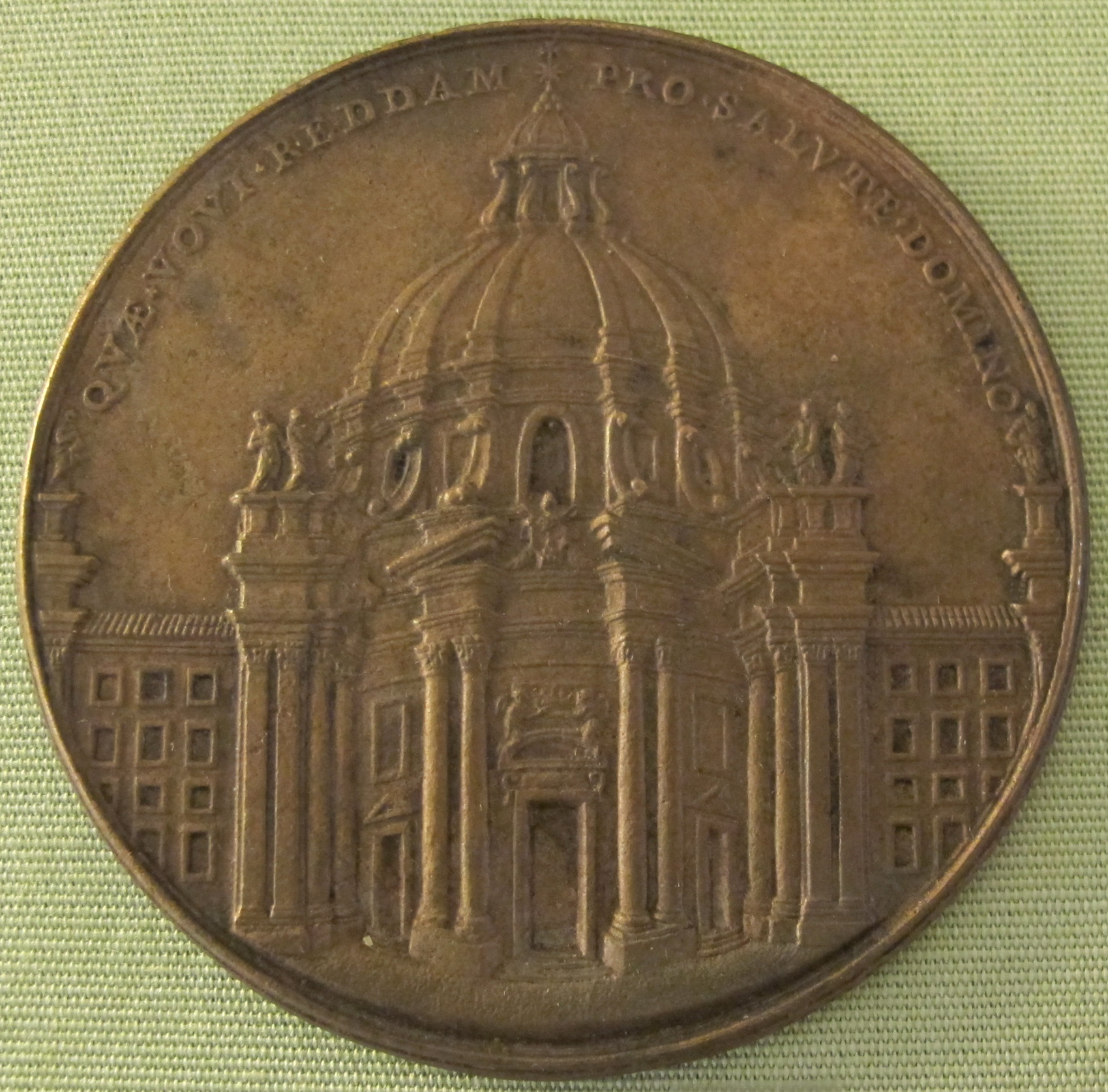
Ф. Травани. Медаль с проектом церкви Санта-Мария-ин-Кампителли. 1662
Фасад церкви Санта-Мария-ин-Кампителли. 1659—1667
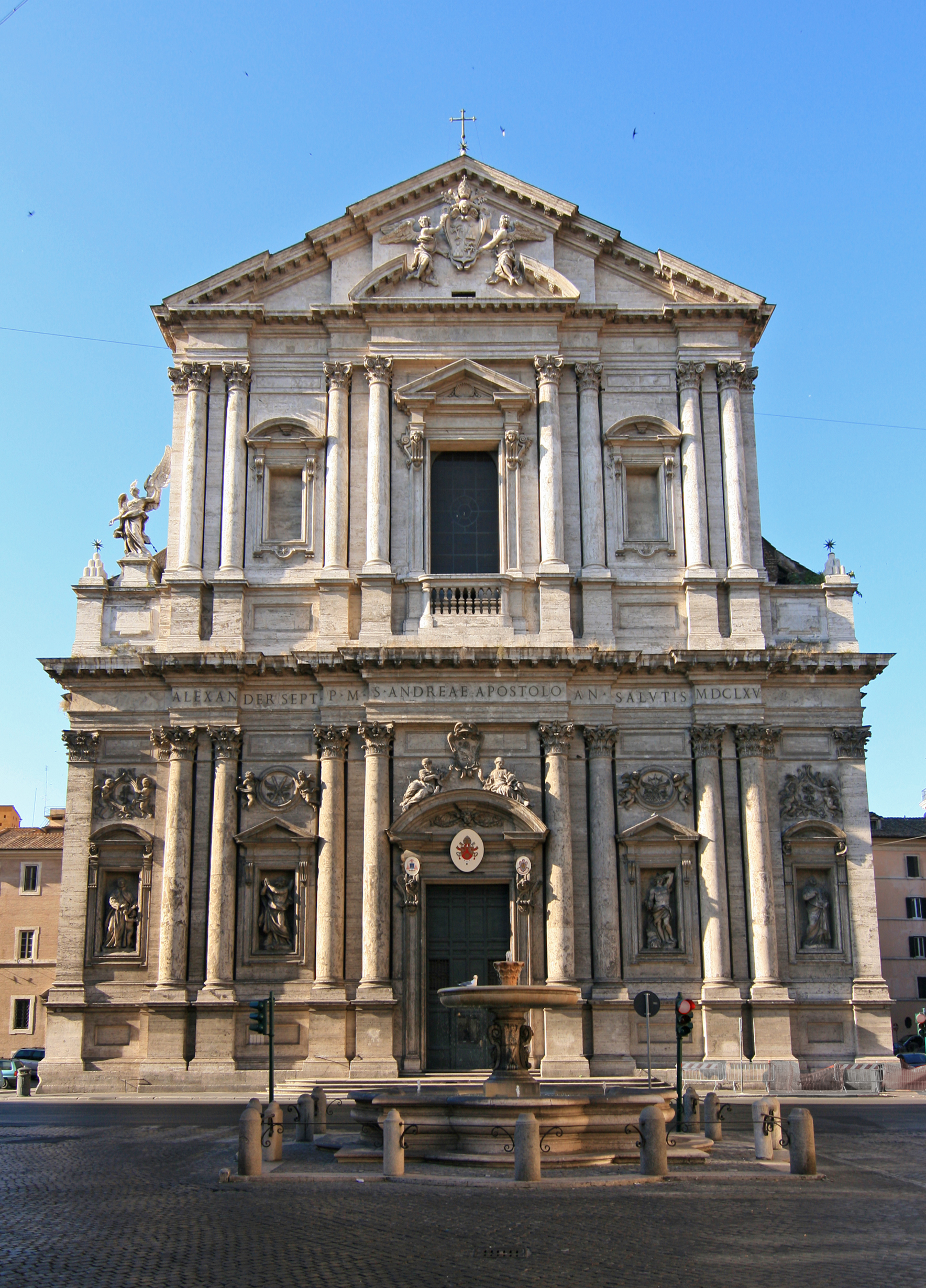
Фасад церкви Сант-Андреа-делла-Валле. 1661—1667
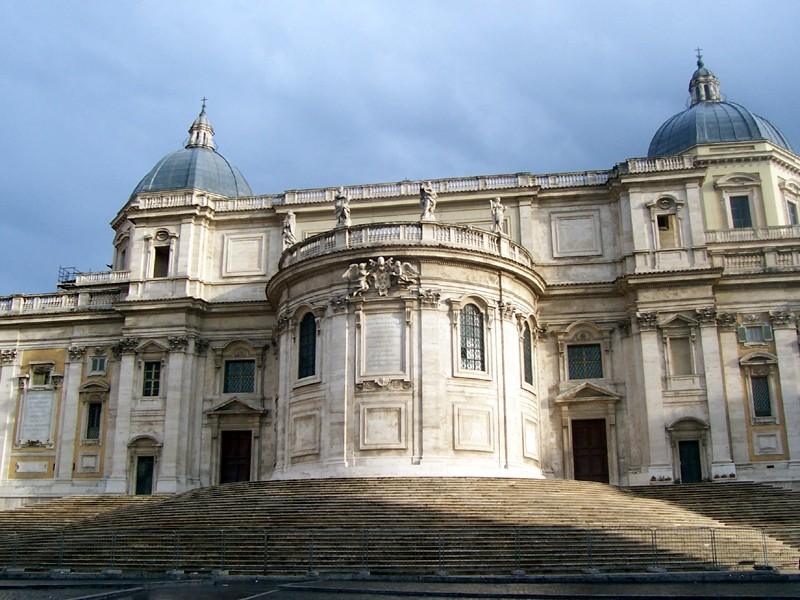
Апсида северо-западного фасада церкви Санта-Мария-Маджоре. Рим
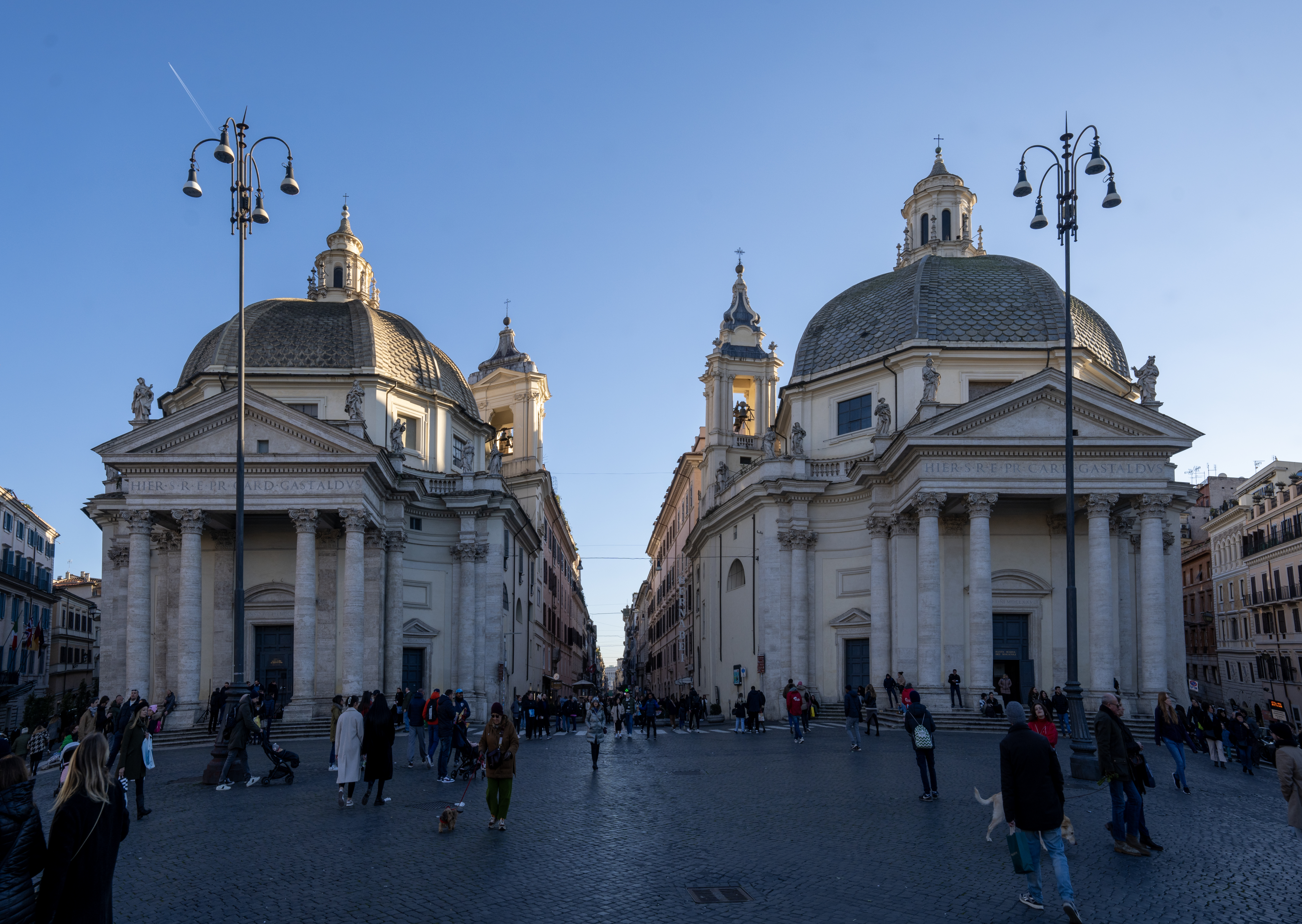
Пьяцца-дель-Пополо. «Церкви-близнецы» Санта-Мария-дей-Мираколи (справа, 1681) и Санта-Мария-ин-Монтесанто (слева, 1679). Проект К. Райнальди
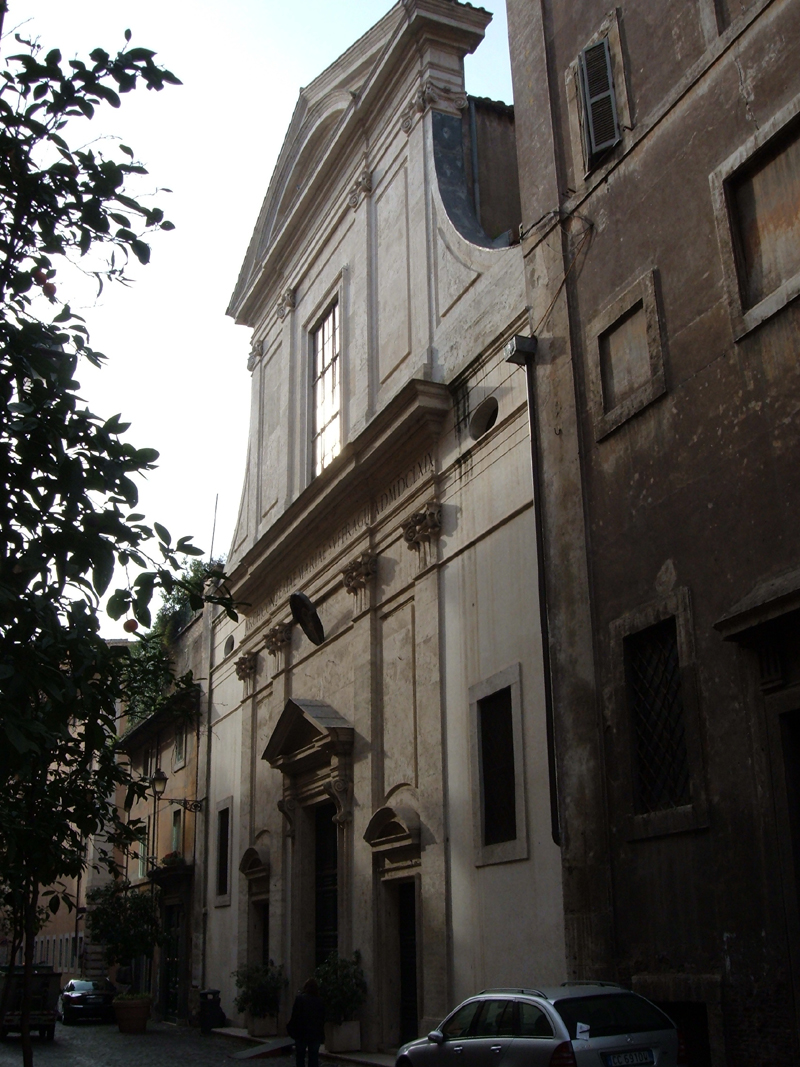
Церковь Санта-Мария-дель-Суффраджо. 1662—1669
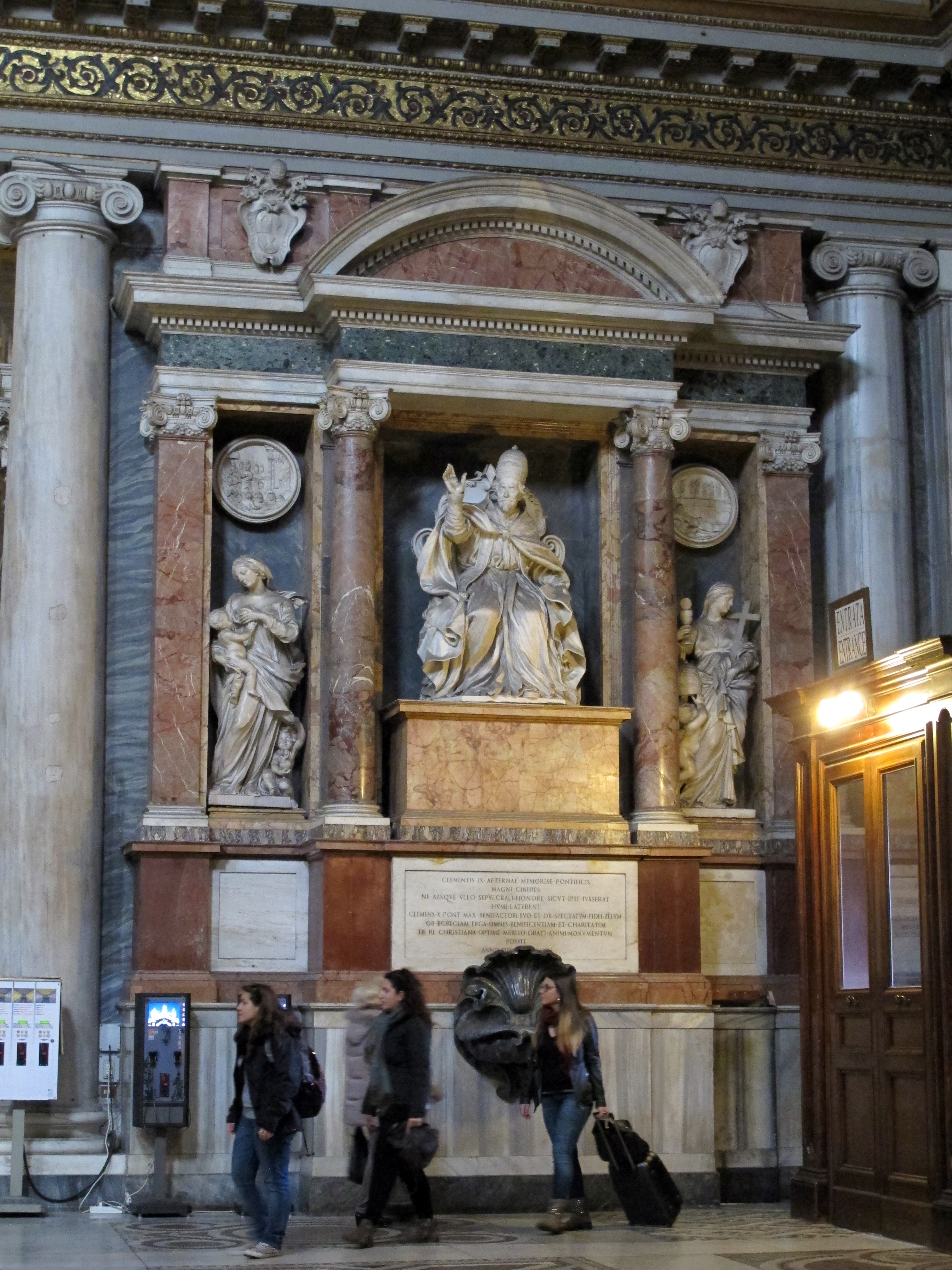
Монумент папе Клименту IX. 1671 (скульптуры К. Фанчелли и Д. Гвиди). Церковь Санта-Мария-Маджоре, Рим
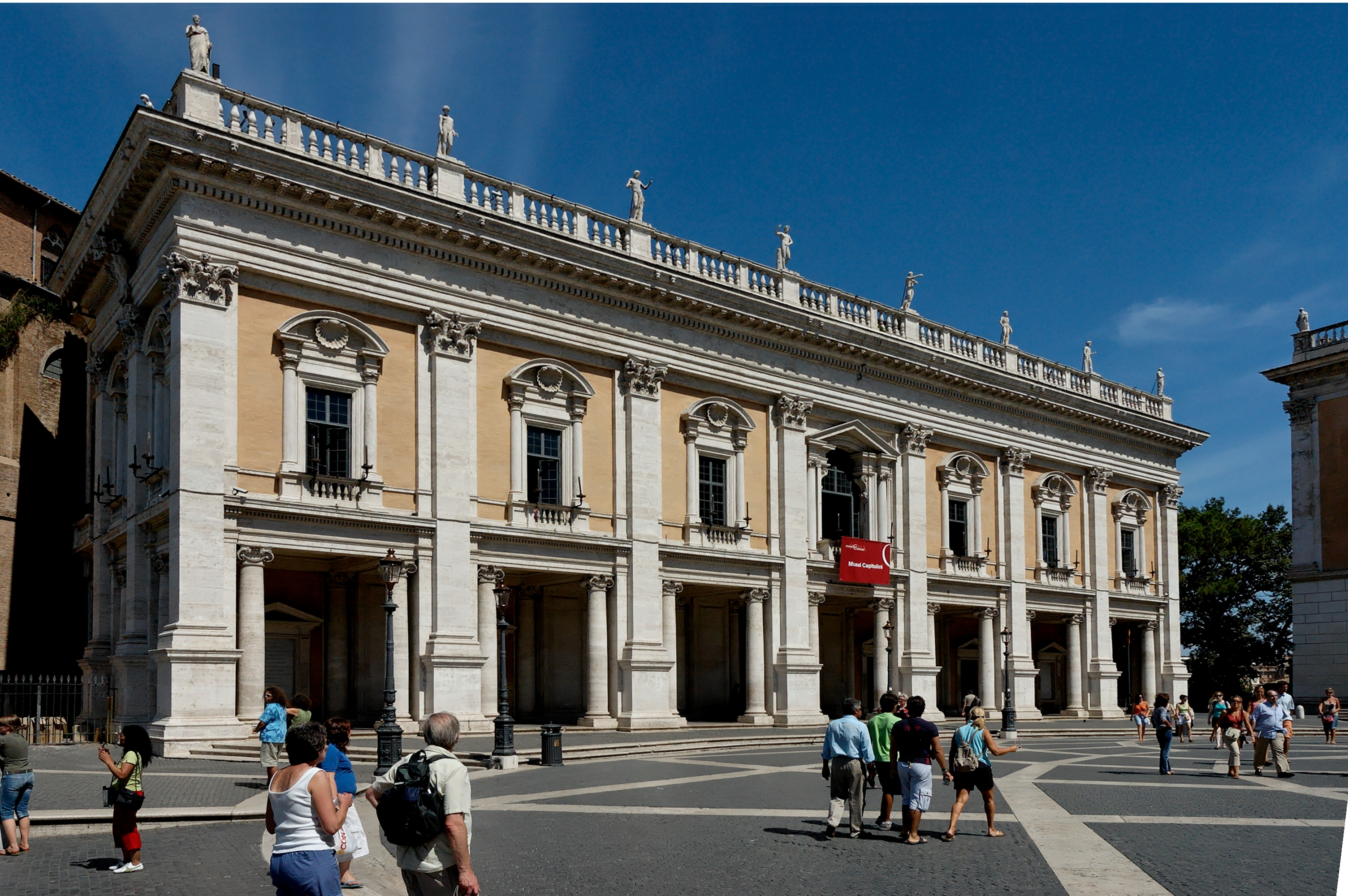
Палаццо Нуово на площади Капитолия (по проекту Микеланджело). 1663. Рим